# Tenkovo
Tenkovo (Servisch cyrillisch Тенково) is een plaats in de Servische gemeente Novi Pazar. De plaats telt 89 inwoners (2002).